# Lithophane pomona
Lithophane pomona là một loài bướm đêm trong họ Noctuidae.